# 日本ブライダル文化振興協会
公益社団法人日本ブライダル文化振興協会（にほんブライダルぶんかしんこうきょうかい、Bridal Industry Association）とは、国内のホテル・結婚式場及び婚礼に関わる企業等約530社が加盟している日本のブライダル業界の業界団体である。